# جاستن تمبرليك
جاستن راندال تمبرليك (بالإنجليزية: Justin Randall Timberlake)‏ (مواليد 31 يناير 1981؛ في ممفيس (تينيسي)، الولايات المتحدة)، هو مغني آر أند بي، وكاتب أغاني، وملحن، ومنتج أغاني، وراقص، ومخرج فيديو موسيقي، وممثل، وممثل هزلي، وممثل صوتي، ومنتج أفلام، ومنتج تلفزيوني، ورجل أعمال، وصاحب مطعم أمريكي الجنسية. فاز بجائزة الغرامي 10 مرات. برز نجمه عندما كان في فرقة إن سينك، وكان المغني الرئيسي فيها بجانب جس شاسز، وكان أصغر عضو فيها. نشأ في ولاية تينيسي. بدأ مسيرته الفنية كـطفل ممثل في مسلسل MMC. كما بدأ مسيرته الغنائية في برنامج البحث عن نجوم، ثم شارك في تأسيس فرقة إن سينك. كانت الفرقة واحدة من أكثر الفرق الموسيقية مبيعًا علي مدار التاريخ.
طرح تمبرليك ألبومه الأول جاستيفيد عام 2002، وطُرحت منه أغاني ناجحة مثل «كراي مي آ ريفر» التي يعتقد الكثيرين أنها تتحدث عن خيانة بريتني سبيرز له. اتُهم أنه يقلد مغني البوب مايكل جاكسون في طريقة رقصه ونبرات صوته في أغنية «لايك آي لاف يو»، ونصحه النقاد بأن يصنع نمط خاص له، فطرح أغنية بعنوان «روك يور بادي». ومن ثم في عام 2006، طرح ألبومه المنفرد الثاني بعنوان الجنس في المستقبل/أصوات الحب الذي تقوم فكرته على وجهين؛ الأول بعنوان «الجنس في المستقبل»، وهو يختص بالأغاني الراقصة، أما الثاني، فهو «أصوات الحب» الخاص بالأغاني الحزينة، وقد طرح منه جاستن أغاني ناجحة أحتلت المركز الأول في الولايات المتحدة من خلال قائمة بيلبورد هوت 100 هي: «سكسي باك»، «ماي لوف»، و«وات قوز أروند... كامز أروند». أحتل الألبوم المركز الأول علي قائمة بيلبورد 200. وهنا يظهر الأثر الكبير الذي لمسه جاستن من خلال الملحن تمبالاند، فقد لحن له أغاني قليلة في ألبومه الأول، أما في الثاني، فقد قام بتلحين جميع الأغاني، ليكوّنا فريقاً ناجحاً مع الكندية نيللي فرتادو التي لحن لها تمبالاند ألبوماً آخر هو لووس جنباً إلى جنب مع ألبوم الجنس في المستقبل/أصوات الحب. كما أن جاستن اشترك مع فرتادو وتمبالاند في أغنية تريو جمعتهم في بداية عام 2007 بعنوان «غيف إت تو مي»، وظهر جاستن مع نيللي وتمبالاند في أغنية «برومسكيوس». تمكن تمبرليك من تأسيس نفسه كمغني فردي، وذلك عندما تجاوزت مبيعات ألبوميه الأول والثاني الـ10،000,000 نسخة. ركز تمبرليك بعدها علي إنتاج الأغاني، والتعاون مع مغنيين آخرين في أغانيهم. اعتزل تمبرليك الغناء منذ عام 2008، وحتي عام 2012، ليحمل أدوار البطولة في الأفلام: الشبكة الاجتماعية، معلمة سيئة، أصدقاء مع امتيازات، وفي الوقت المحدد.
وفي عام 2013، عاد جاستن إلي الغناء وأطلق ألبومه الثالث بعنوان ذا 20/20 إيكسبرينس، وأطلق من هذا الألبوم العديد من الأغاني الناجحة منها: «سوت أند تاي»، و«ميرورز» التي أهداها إلى زوجته جيسيكا بيل. كان هذا الألبوم هو الألبوم الأكثر مبيعًا لهذا العام، وكانت مبيعات أسبوعه الأول هي أضخم المبيعات في السنة. وفي شهر سبتمبر من نفس العام، أطلق ألبومه الرابع بعنوان ذا 20/20 إيكسبرينس – 2 أوف 2، وأطلق منه أغنيته الناجحة «نوت آ باد ثينك» التي دخلت ضمن أفضل 10 أغاني في السنة. قدم تمبرليك في هذان الألبومان نوع جديد من الموسيقى يُدعي بالـنيو سول، وقد تأثر تمبرليك جزئيًا في هذان الألبومان بموسيقى الروك في الستينيات والسبعينيات. قدم تمبرليك فرقته أطفال تينيسي في جولته الداعمة للألبومان، وهي فرقة مُكونة من عازفين وراقصين. وفي عام 2016، شارك تمبرليك بدور صوتي لشخصية «برانش» في فيلم ترولز من إنتاج إستوديو الرسوم المتحركة دريم ووركس أنيميشن. ومن خلال ذلك الفيلم قدم أغنيته الشهيرة «كانت ستوب ذل فييلينج!» التي كانت إحدي أغاني ألبوم الموسيقى التصويرية، والتي أحتلت المركز الأول علي قائمة بيلبورد هوت 100، لتصبح خامس أغنية منفردة له تحتل نفس المركز بنفس القائمة. في عام 2018، طرح تمبرليك ألبومه الغنائي الخامس رجل الغابة، وطرح منه أغنيتان داعمتان، «قذرة» و«قل شيئًا»، وكانتا من ضمن أفضل 10 أغاني في العام. أحتل الألبوم المركز الأول في الولايات المتحدة، وأصبح رابع ألبوماته التي أحتلت المركز الأول في الولايات المتحدة. كما أصبح سادس أفضل الألبومات مبيعًا في السنة في أواخر عام 2018. في مايو 2019، حصل تمبرليك على دكتوراه فخرية من كلية باركلي للموسيقى.
حصل تمبرليك علي 10 جوائز غرامي، و4 جوائز إيمي، و3 جوائز بريت، و9 جوائز بيلبورد الموسيقية، وجائزة الأيقونة المعاصرة من قاعة مشاهير كتاب الأغاني، ودرجة الدكتوراه الفخرية في الموسيقى من كلية باركلي للموسيقى، وجائزة مايكل جاكسون للتميز، والعديد من الجوائز الأخري. أصبح تمبرليك واحد من أفضل فناني الموسيقى مبيعًا في العالم، وباع أكثر من 32,000,000 ألبوم و56،000,000 أغنية منفردة على مستوى العالم طوال مسيرته الفردية. تم إدراجه أيضا كأيقونة في البوب. وفقًا لدي مجلة بيلبورد في عام 2017، تمبرليك أفضل مغني منفرد ذكر في تاريخ قائمة مينستريم توب 40. صنفته مجلة تايم كواحد من ضمن أكثر 100 شخصية مؤثرة في العالم في عامي 2007 و2013. تمبرليك أيضا مؤسس شركة تسجيلات تينمان، وخط الملابس وليام راست. كما أسس سلسلة مطاعم (Destino and Southern Hospitality).

## الحياة الشخصية
في أوائل عام 1999، بدأ جاستن تمبرليك علاقة حب مع مغنية البوب بريتني سبيرز، زميلته في مسلسل MMC، وقد كانا من أكثر الثنائيات شهرة وجماهيرية، وحظيا بحب الجماهير. وفي مارس 2002، انفصلا. وهناك العديد من الإشاعات عن أن سبب الانفصال هو أن بريتني خانت جاستن، وكانت أغنية جاستن «كراي مي آ ريفر» في ألبوم جاستيفيد، يحكي فيها جاستن عن الخيانة، وكانت الموديل التي ظهرت في الكليب تشبه كثيرا بريتني سبيرز، وهو ما قطع الشك باليقين أن سبب الانفصال هو الخيانة. تخرج كل من جاستن وسبيرز من جامعة نبراسكا الثانوية، عن طريق التعليم عن بعد. وحصل تمبرليك علي الدبلوم على خشبة المسرح خلال حفل موسيقي في ممفيس عام 2000. وفي عام 2003، كان علي علاقة حب لفترة وجيزة بالمغنية البريطانية إيما بونتون. وفي أبريل 2003، بدأ جاستن تمبرليك في علاقة حب مع الممثلة الشهيرة كاميرون دياز بعد لقائهما في حفل توزيع جوائز اختيار أطفال نكلوديون، وانفصلا في ديسمبر 2006 بعدما تكهن العديد من الأشخاص أنهما سينفصلان، وكانت قبلها قد استضافته في البرنامج الشهير ساترداي نايت لايف. وبعدها انتشرت العديد من الإشاعات عن وجود علاقة حب بين جاستن تمبرليك وسكارليت جوهانسون التي ظهرت معه في كليبه «وات قوز أروند... كامز أروند»، ولقد تم نفي تلك الإشاعة بعد ذلك من قبل سكارليت.
وفي يناير 2007، بدأ جاستن في علاقة مع الممثلة جيسيكا بيل، وانفصلا في مارس 2011، ولكنهما عادا مرة أخرى بعد فترة قصيرة، وتمت خطبتهما في ديسمبر 2011، وتزوجا يوم 19 أكتوبر 2012. وفي أبريل 2015، أنجبت بيل منه ابنهما «سيلاس راندال تمبرليك». صرح جاستن تمبرليك أنه وجد الحب الحقيقي مع جيسيكا بيل.
يعاني تمبرليك من اضطراب وسواسي قهري واضطراب نقص الانتباه مع فرط النشاط.

## ديسكوغرافيا

### ألبومات إستوديو
- جاستيفيد (2002)
- فيوتشر سكس/لاف ساوندز (2006)
- ذا 20/20 إكسبرينس (2013)
- ذا 20/20 إكسبرينس – 2 أوف 2 (2013)
- مان أوف ذا وودز (2018)

## فيلموغرافيا
- لونغ شوت (2000)
- سلوك عارضة (2000)
- إديسون (2005)
- الكلب ألفا (2006)
- أنين ثعبان أسود (2006)
- حكايات ساوثلاند (2007)
- شريك الثالث (2007)
- غورو الحب (2008)
- الشارع المفتوح (2009)
- الشبكة الاجتماعية (2010)
- الدب يوغي (2010)
- معلمة سيئة (2011)
- أصدقاء مع امتيازات (2011)
- في الوقت المحدد (2011)
- مشكلة الرميات المنحنية (2012)
- عداء عداء (2013)
- داخل لوين ديفيس (2013)
- جاستن تمبرليك + أطفال تينيسي (2016)
- ترولز (2016)
- عجلة العجائب (2017)
- ترولز وورلد تور (2020)
- مسعف (2020)

## جولات
- ذا جاستيفيد وورلد تور (2003–2004)
- جاستيفيد أند ستريبد تور (مع كريستينا أغيليرا) (2003)
- فيوتشر سكس/لاف شوو (2007)
- ذا 20/20 إكسبرينس وورلد تور (2013–2015)
- ليجيندز أوف ذا سامر ستاديوم تور (مع جي-زي) (2013)
- ذا مان أوف ذا وودز تور (2018–2019)

## وصلات خارجية
- جاستن تمبرليك على موقع IMDb (الإنجليزية)
- جاستن تمبرليك على موقع ميتاكريتيك (الإنجليزية)
- جاستن تمبرليك على موقع الموسوعة البريطانية (الإنجليزية)
- جاستن تمبرليك على موقع روتن توميتوز (الإنجليزية)
- جاستن تمبرليك على موقع مونزينجر (الألمانية)
- جاستن تمبرليك على موقع قاعدة بيانات الأفلام العربية
- جاستن تمبرليك على موقع ألو سيني (الفرنسية)
- جاستن تمبرليك على موقع ميوزك برينز (الإنجليزية)
- جاستن تمبرليك على موقع رولينغ ستون (الإنجليزية)
- جاستن تمبرليك على موقع تيرنر كلاسيك موفيز (الإنجليزية)

- الموقع الرسمي
- جاستن تمبرليك على موسوعة بريتانيكا

| سبقه مارتن غروبينجر | مسابقة الأغنية الأوروبية تمثيل الفاصل النهائي 2016 | تبعه أونيوكا |